# Gersonita
Os gersonitas foram uma das quatro principais divisões entre os levitas nos tempos bíblicos. 
A Bíblia afirma que o gersonitas eram todos descendentes do epônimo Gérson, filho de Levi, apesar de os estudiosos bíblicos considerarem isto como uma metáfora pós-dicional que fornece uma etiologia da ligação do clã aos outros na confederação israelita. De acordo com os estudiosos bíblicos, levita era originalmente apenas o título de uma função, provenientes da palavra Minaim lawi'u, que significa sacerdote, ao invés de ter sido o nome de uma tribo.
A Bíblia atribui uma função religiosa específica aos gersonitas, ou seja, eles cuidavam das cortinas, tapeçarias e cordas do santuário. Esta diferenciação da atividade religiosa entre os gersonitas e os outros levitas, em particular a Aronidas, é encontrada apenas no Código Sacerdotal, e não em passagens que os estudiosos textuais atribuem a outros autores.
De acordo com o Livro de Josué, ao invés de possuir um território contínuo, o gersonitas possuíam várias cidades espalhadas por toda as regiões geográficas da Galileia e Basã:
- no território de Manassés: Golã e Beeshterah
- no território de Issacar: Kishon, Dabareh, Jarmute e En-Ganim
- no território de Aser: Mishal, Abdon, Helcate e Reobe
- no território de Naftali: Quedes, Hammoth-Dor e Cartã

A narrativa em Josué argumenta que o território foi tomado pelos levitas logo após a conquista de Canaã por Josué, mas isso não pode estar correto, uma vez que é contrariada não só por evidências arqueológicas, mas também por narrativas do Livro de Juízes, dos Livros de Samuel e do livros dos Reis. Quedes, por exemplo, parece ter realmente se mantido como um santuário para outras divindades além do Senhor. A conclusão da maioria dos estudiosos bíblicos é portanto que todo o sistema de cidades levitas, na história Deuteronomista e da Torá, é uma tentativa de explicar o fato de que primeiros santuários importantes existiam nesses locais e, portanto, eram lugares onde os membros do sacerdócio, naturalmente, vieram a residir em grande número. Estudiosos acreditam que o sacerdócio foi originalmente aberto a qualquer tribo, mas gradualmente passou a ser visto como uma tribo distinta para si mesmos - os levitas.